# Paris Boy
Paris Boy, de nom real David Figueredo Pedraza (2000), és un cantant de rap/trap nascut a Vilanova del Camí (Anoia).
Ha estat conegut per algunes de les seves darreres cançons sobre tot per Problemas, basada en la cançó de Rihanna: Umbrella.
Declara no escoltar molta música per compondre més fàcilment la seva pròpia. Les lletres solen ser referides a experiències pròpies. El nom artístic de Paris Boy va ser originat en referir-se a ell com a «Paris Boy, la Torre Eiffel» fent broma de la seva estatura altres adolescents que començaven a rapejar amb el David Figueredo.
Figueredo va començar a treballar en quant legalment pogué. Això li ha permès dedicar-se a la música de manera no professional. Gràcies al suport dels seus pares, no abandonà aquesta activitat, la qual cosa li ha permès arribar a més persones de les que mai havia imaginat. Entre les seves aficions que ja no practica per manca de temps hi ha jugar al pòquer amb els amics.

## Música pròpia i col·laboracions
En el seu canal de Youtube té penjats tres vídeos de cançons en solitari que en gener de 2021 superaven les 1.160.000 visualitzacions.
- Mariposas Negras
- Como antes
- Pensando en ti
- Acordarme (penjat a un altre usuari de Youtube)
- Problemas[3]

### Col·laboracions.
Amb SDLH va enregistrar la cançó Espejo, amb el respectiu vídeo.
Amb Juankaramelo ha penjat el vídeo Promise.
Amb Negro K ha penjat el vídeo de la cançó En el Club.
A la llista dels més escoltats d'Spotify en Espanya durant novembre ‘Problemas’ passà de la posició 47 fins a la quinzena, mantenint-se en la 29 al començament de gener.